# Yves Boivineau
Yves Boivineau, né le 21 février 1947 à Ardelay (Vendée), est un évêque catholique français, évêque émérite d'Annecy.
En 2022, ayant atteint 75 ans, il demande sa démission au Saint Siège pour raison d'âge.

## Biographie

### Formation
Après avoir commencé sa formation au grand séminaire de son diocèse à Luçon, Yves Boivineau a poursuivi sa formation à Rome, où il a obtenu une licence de théologie à l'Université pontificale grégorienne. Il a par la suite suivi le cursus de l'Institut de formation des éducateurs du clergé à Paris.

### Principaux ministères
Ordonné prêtre le 23 juin 1973 pour le diocèse de Luçon, il a exercé son ministère en paroisse jusqu'en 1980 où il s'est consacré à la formation des futurs prêtres, comme professeur de théologie au séminaire inter-diocésain des Pays-de-la-Loire jusqu'en 1993, dont les trois dernières années comme adjoint du supérieur.
Il a ensuite été vicaire épiscopal du diocèse de Luçon.
Nommé évêque d'Annecy le 7 mai 2001, il a été consacré le 26 août 2001 par le cardinal Louis-Marie Billé, archevêque de Lyon, assisté de Hubert Barbier, archevêque de Bourges et Louis Dufaux, évêque de Grenoble.
Au sein de la Conférence des évêques de France, il a été membre de la Commission sociale. Il est actuellement membre du Conseil pour les questions familiales et sociales et membre du Conseil pour la solidarité.
Le 29 septembre 2012, il est nommé par le pape Benoît XVI membre du Conseil pontifical Justice et Paix.
Le 27 juin 2022, le pape François accepte sa démission.